# Hôtel Montescot
L'hôtel Montescot est un hôtel particulier du XVIIe siècle de Chartres.

## Localisation
L'hôtel Montescot est situé à Chartres, il donne sur la rue de la Mairie et la rue au Lin.

## Histoire
L'hôtel Montescot a été construit par Claude de Montescot dans les années 1610, l'hôtel devint couvent des Ursulines en 1625, puis orphelinat en 1762 et enfin hôtel de ville. Les façades et toitures de l'hôtel font l'objet d'un classement au titre des monuments historiques depuis le 31 mai 1939. Incendié en 1944, il est restauré en 1951

## Description
L'hôtel particulier est entre cour et jardin. Il est composé d'une cour fermée carrée entourée d'un corps de bâtiment et de deux ailes en retour, côté rue elle est close par un mur percé d'un portail monumental. La construction est en moellons enduits, pierres et éléments décoratifs en brique. Le haut-comble en ardoise est décoré d'épis de faîtage et de lucarnes. Dans l'axe de chaque côté de la cour s'ouvre une porte richement décorée. En arrière de la porte du bâtiment central s'élève un escalier rampe-sur-rampe voûté en berceau de briques et pierres.

### Cour

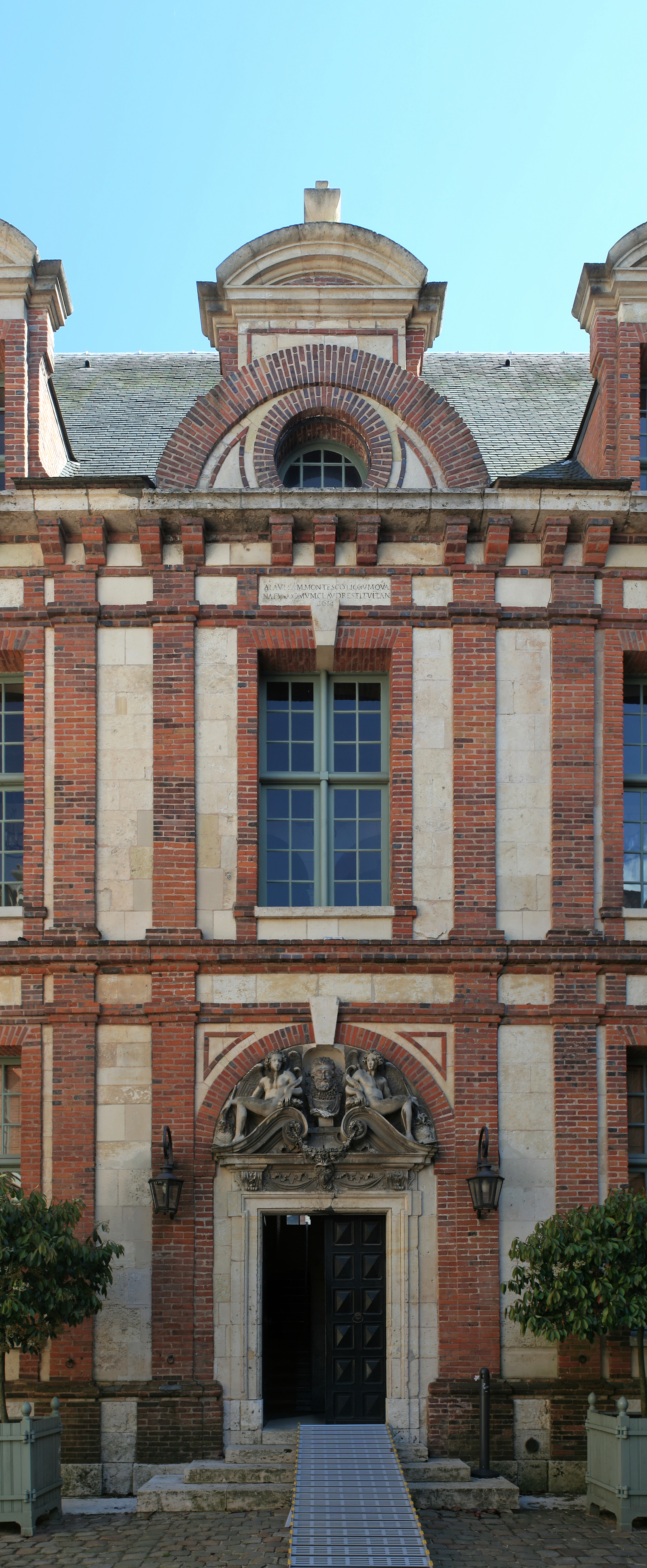
Travée d'axe du corps de logis.

La cour est carrée, elle est entre le corps de logis et les deux ailes en retour, tous trois composés d'un rez-de-chaussée, d'un étage et d'un haut-comble. Le côté rue est fermé d'un mur.
Les éléments décoratifs (pilastres, bandeaux, arcs, encadrements de fenêtres, etc.) sont en briques, tandis que les parties courantes du mur sont en pierre de taille. Dans l'axe de chaque face est située une porte dont l'encadrement est de pierre, couronnée d'un fronton à ailerons surmonté de deux génies ailés encadrant un buste inscrits dans un arc plein-cintre en briques. Le buste de la porte d'axe représente Henri IV.

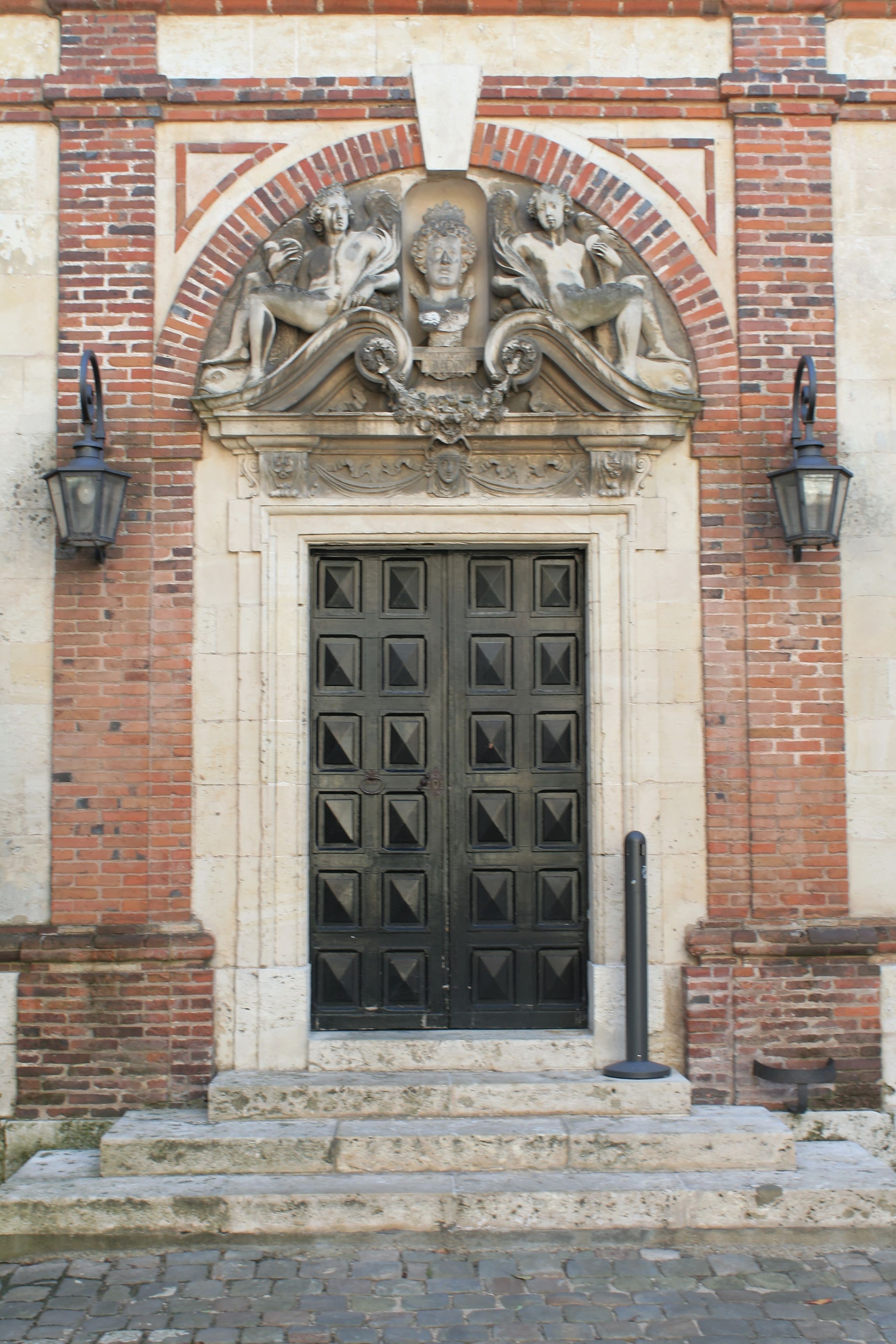
Porte latérale.
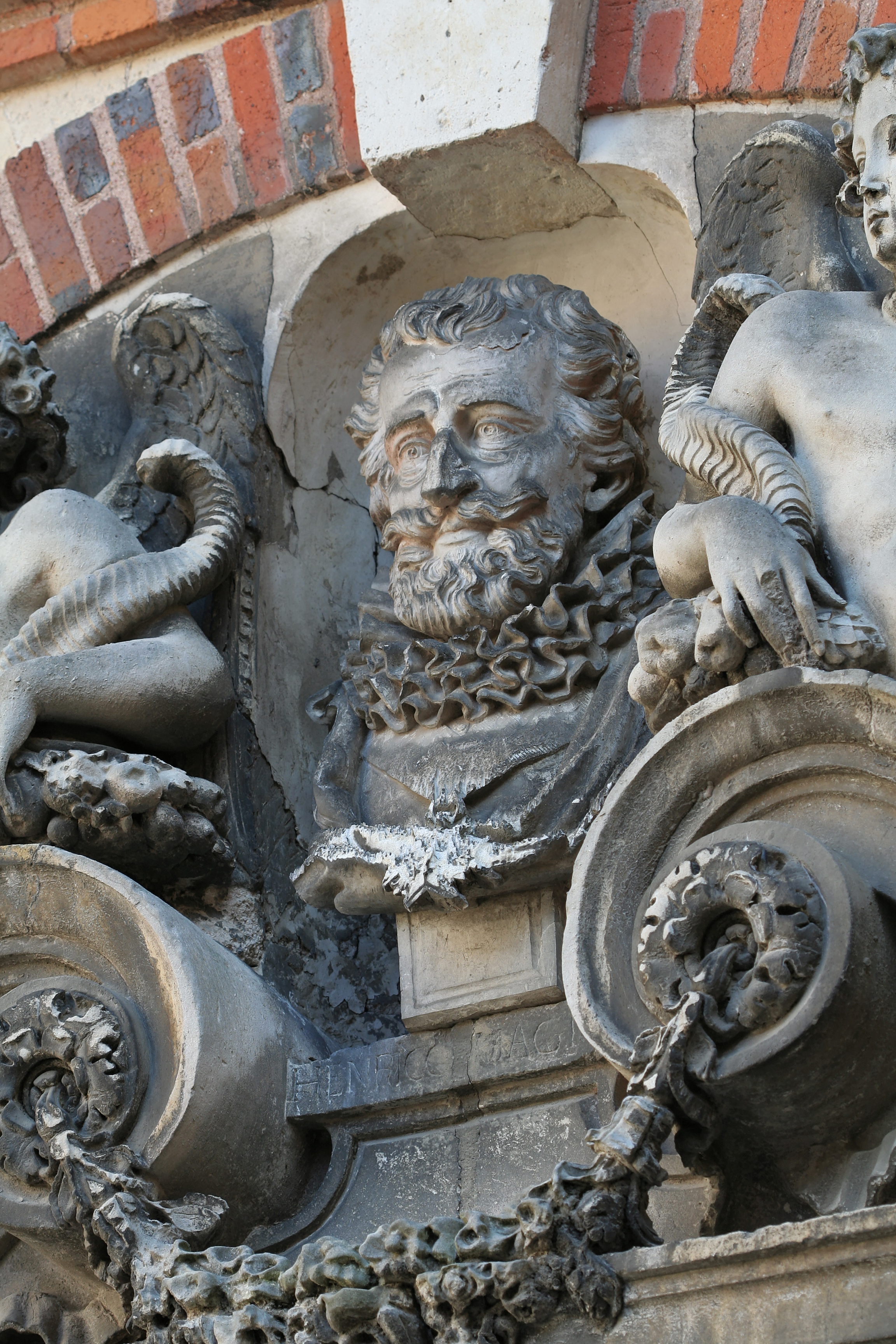
Buste d'Henri IV, en couronnement de la porte d'axe.
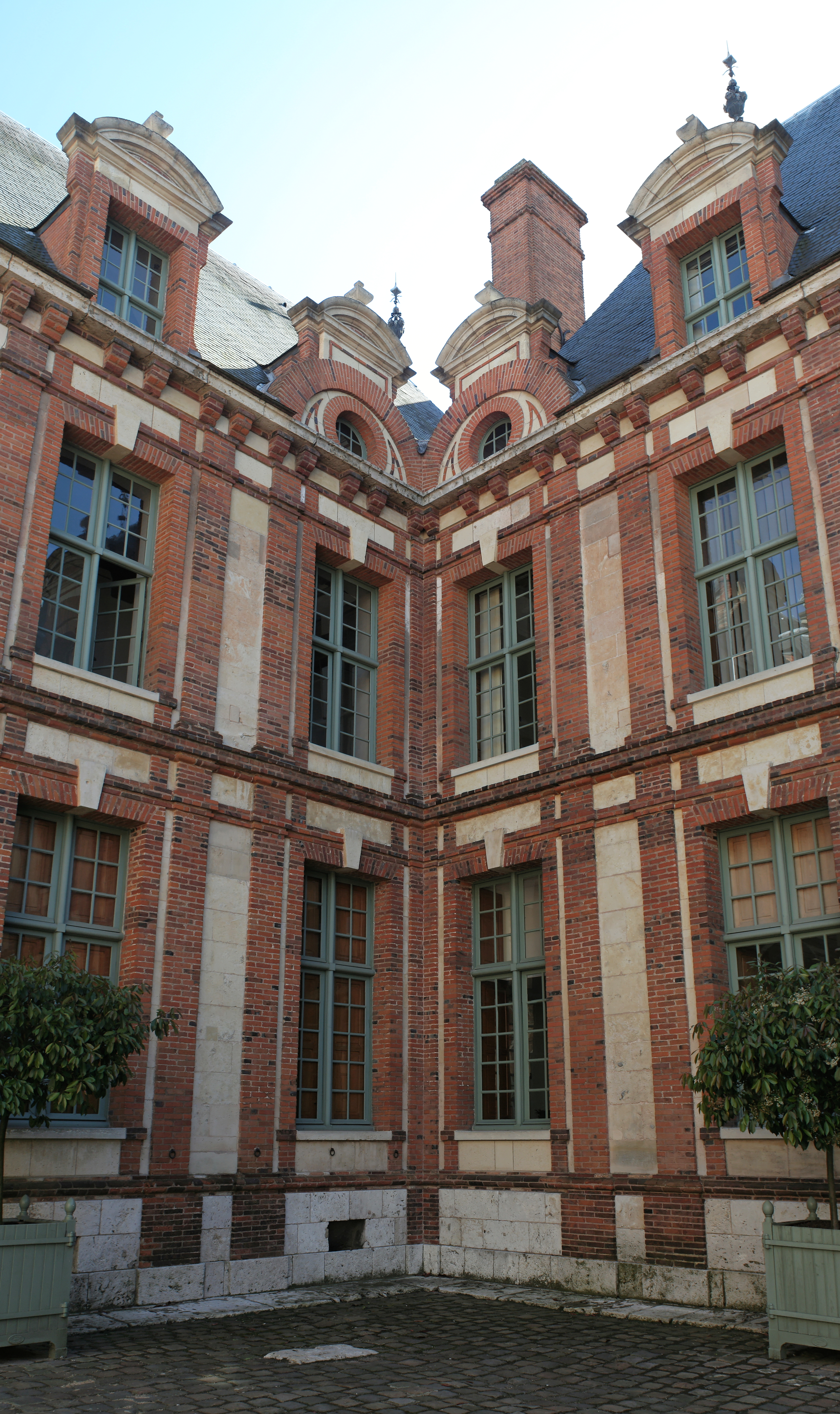
Angle de la cour

### Portail monumental

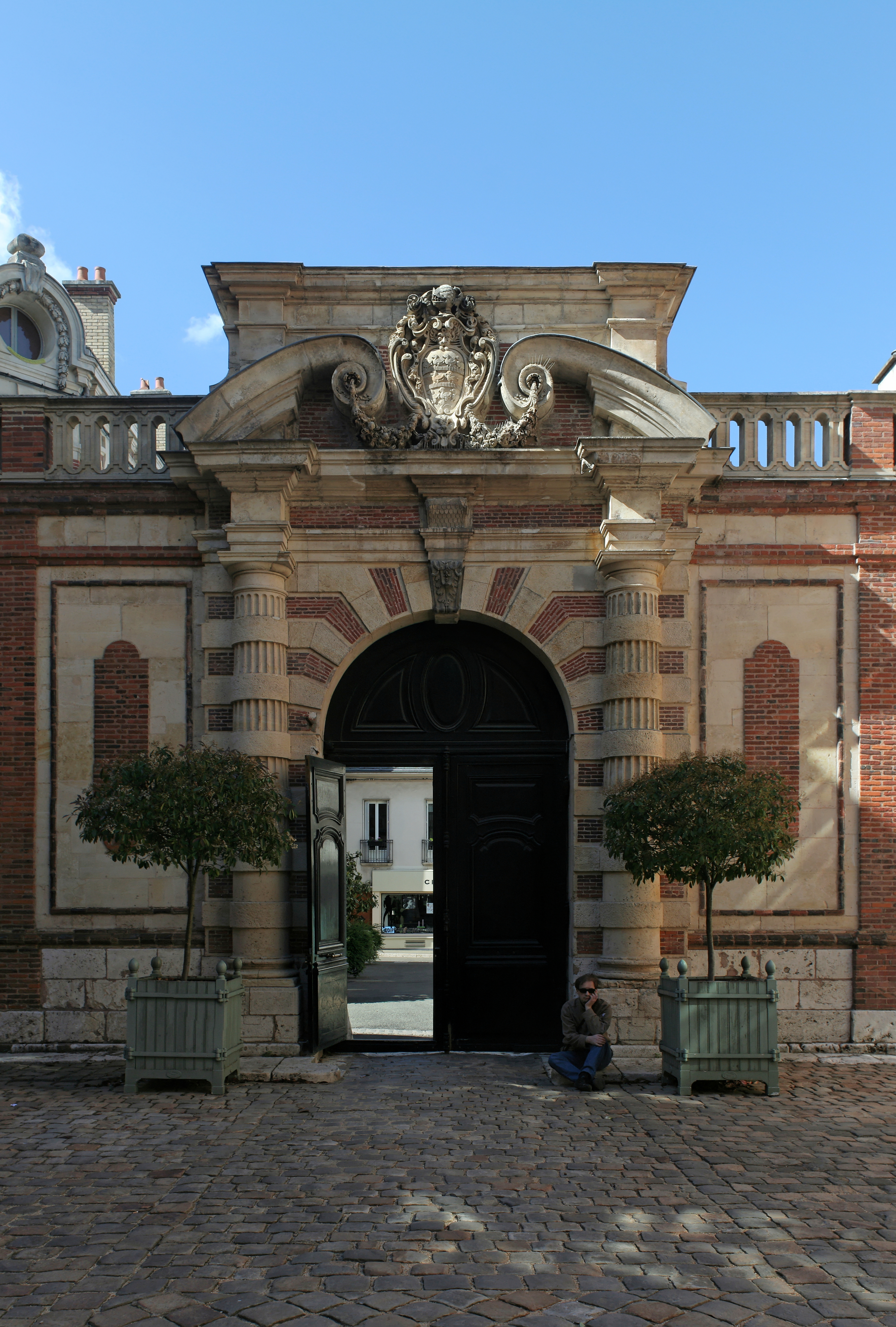
Portail, vu de la cour.

Le portail sur rue est une arcade dorique à colonnes engagées à base attique cannelées à bossage un-sur-deux. La porte cochère est couverte par un arc en plein-cintre à voussoirs alternativement en brique et en pierre de taille, elle est pourvue de chasse-roue.
Le portail est couronné d'un fronton à ressauts latéraux cintré brisé avec volutes supérieures rentrantes. Entre les volutes se trouvent des armoiries.
Le dispositif est le même au revers du mur de clôture.
La porte à deux battants est de style XVIIIe siècle.

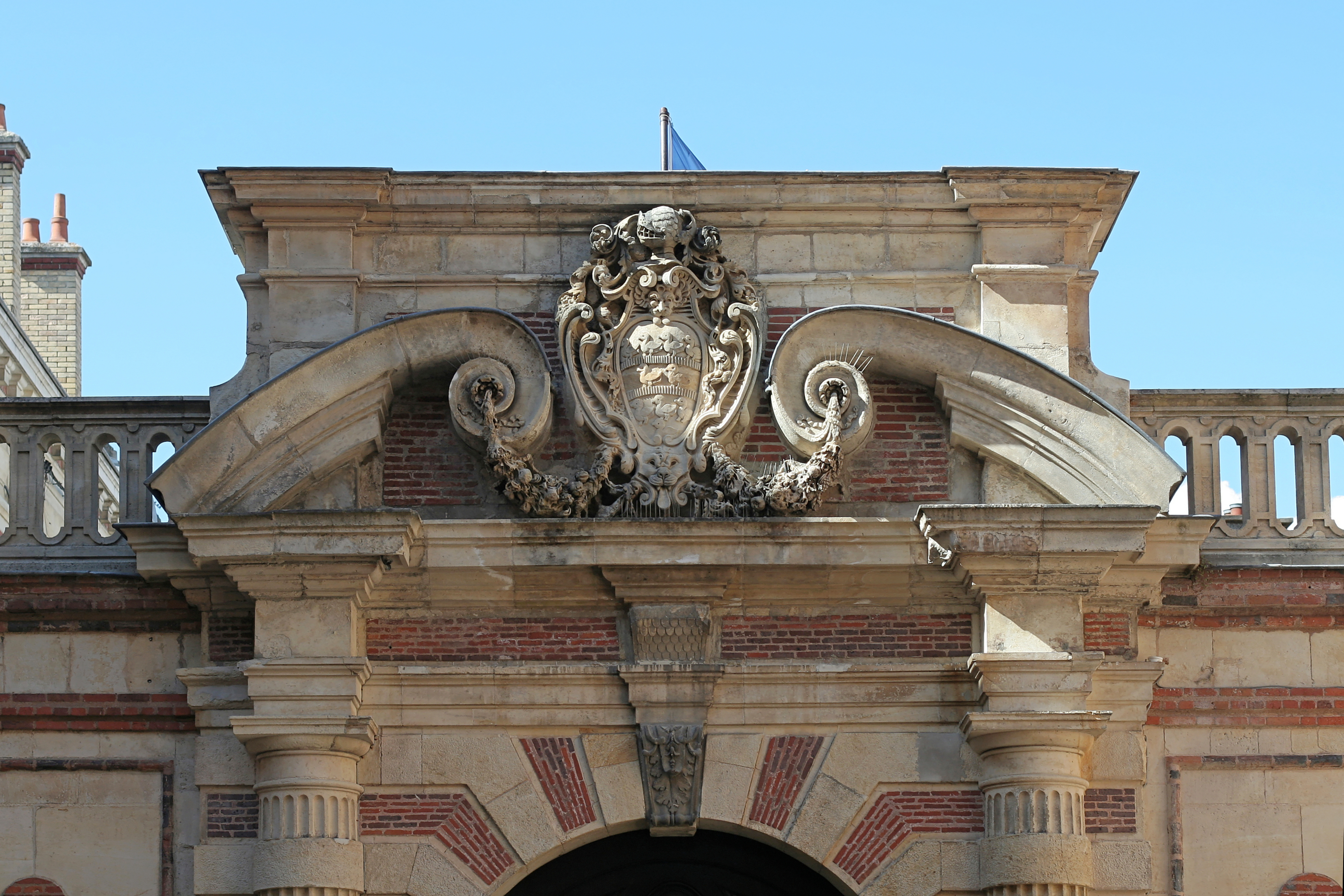
Détail du fronton, côté cour.
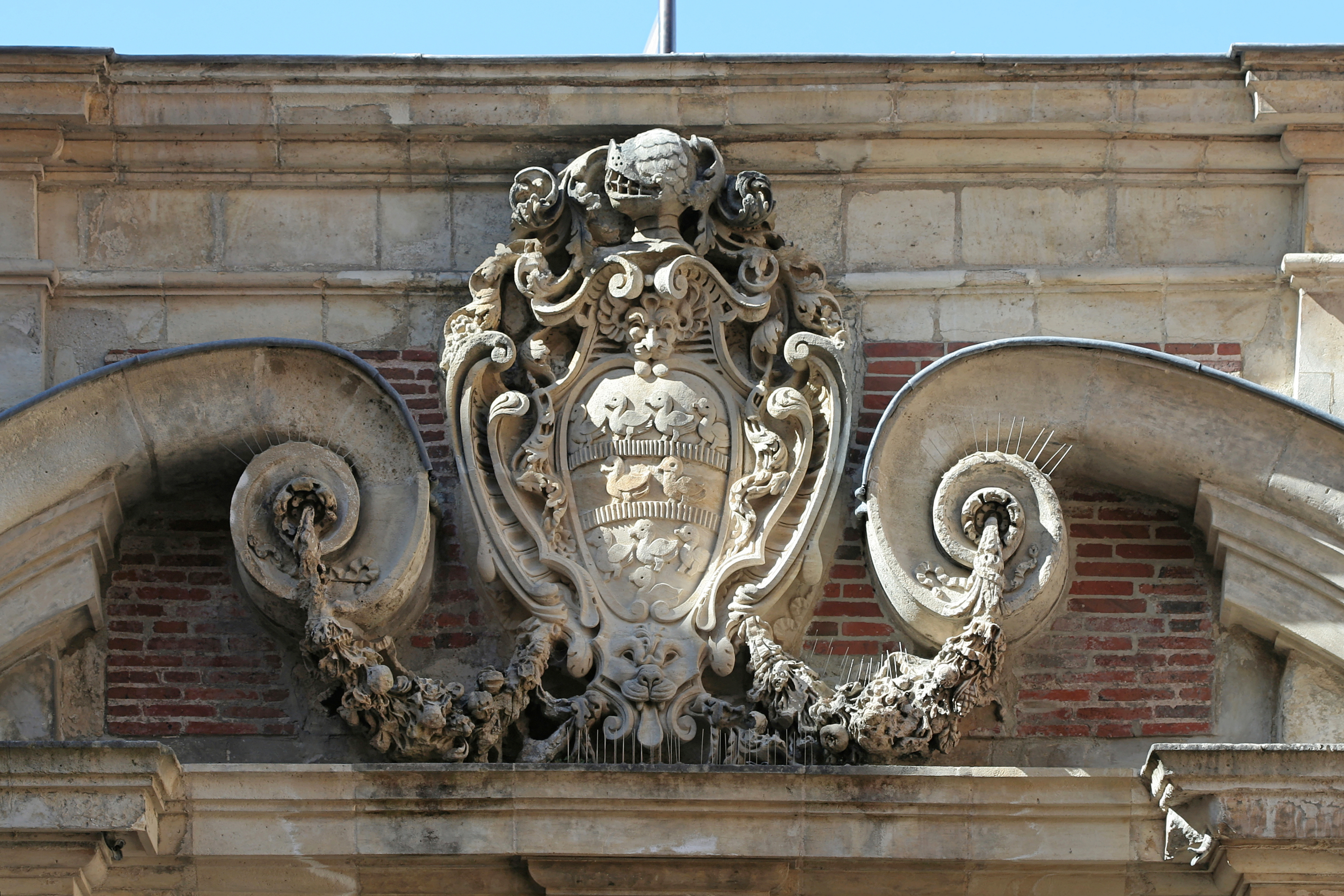
Détail des armoiries, côté cour
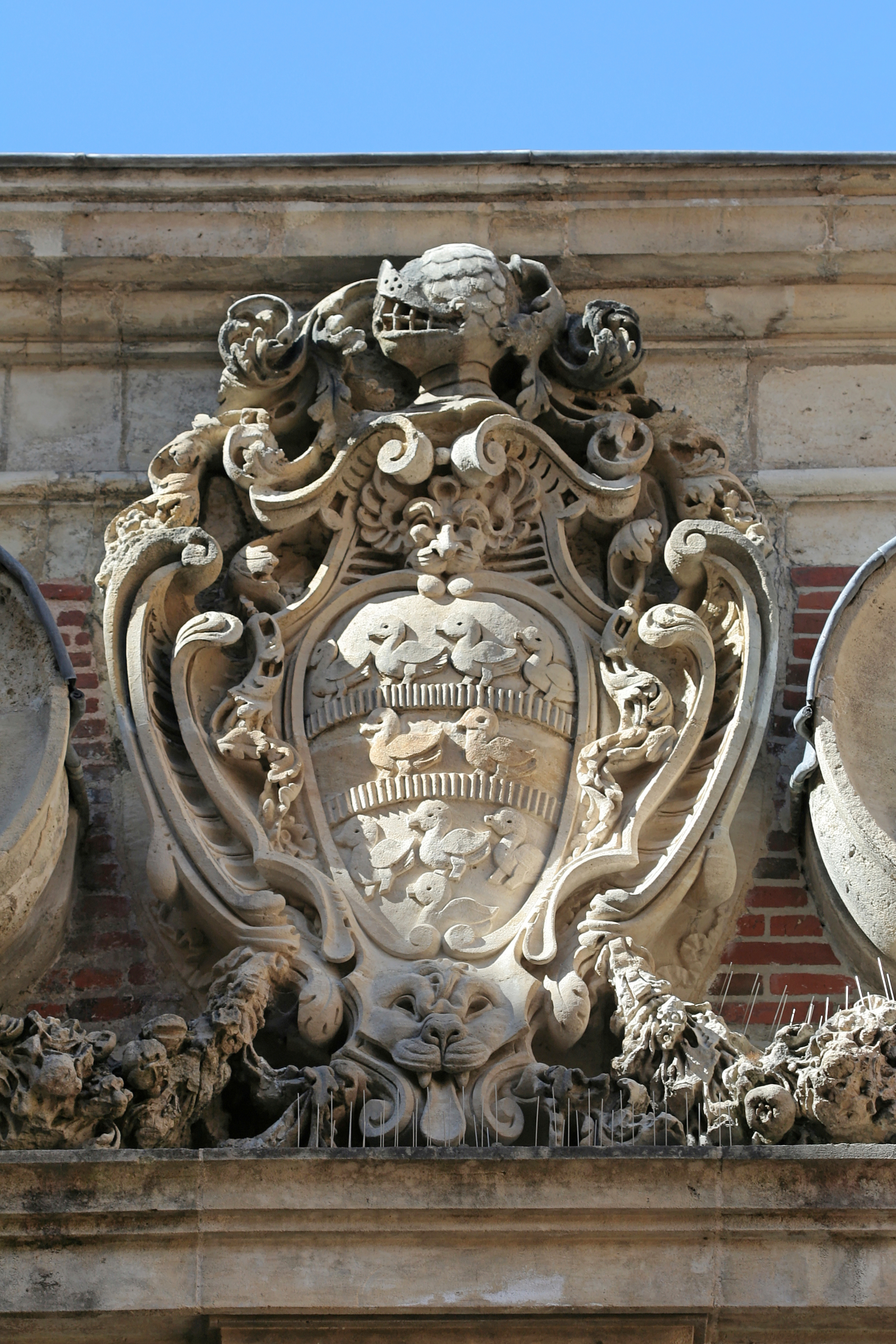
Détail des armoiries, côté cour